# Moritz Kwarteng
Moritz-Broni Kwarteng (* 28. April 1998 in Stuttgart) ist ein deutscher Fußballspieler, der aktuell beim VfL Bochum unter Vertrag steht.

## Karriere

### Anfänge
Der in Stuttgart geborene Kwarteng begann beim Stadtteilverein ASV Botnang mit dem Fußballspielen, bevor er in das Nachwuchsleistungszentrum des VfB Stuttgart wechselte. Zur Saison 2013/14 wechselte er zu den B2-Junioren (U16) von RB Leipzig, ehe er zur Saison 2014/15 zu den B1-Junioren (U17) aufrückte, mit denen er unter Achim Beierlorzer in der B-Junioren-Bundesliga spielte und Meister der Staffel Nord/Nordost wurde. Zur Saison 2015/16 wechselte Kwarteng zu den A-Junioren der TSG 1899 Hoffenheim (U19). In seiner ersten Saison gewann er unter Julian Nagelsmann und dessen Nachfolger Matthias Kaltenbach als Ergänzungsspieler die Meisterschaft in der Staffel Süd/Südwest und erreichte mit der Mannschaft das Finale um die deutsche Meisterschaft, in dem man Borussia Dortmund unterlag. In der Saison 2016/17 folgten unter dem Cheftrainer Domenico Tedesco 19 Einsätze (12 von Beginn).

### Hamburger SV
Nachdem Kwarteng den Juniorenbereich aufgrund seines Alters verlassen hatte, wechselte er zur Saison 2017/18 in die zweite Mannschaft des Hamburger SV. Unter den Trainern Christian Titz und Steffen Weiß kam er als Stammspieler zu 23 Einsätzen in der viertklassigen Regionalliga Nord, in denen er drei Treffer erzielte, und wurde mit seinem Team Vizemeister, nachdem man nach der Hinrunde noch die Herbstmeisterschaft errungen hatte. Nachdem Titz im März 2018 die Profimannschaft übernommen hatte, nahm Kwarteng regelmäßig am Training der Profis teil. Im April 2018 zog er sich einen Einriss im Meniskus zu und fiel bis zum Saisonende aus.
Zur Saison 2018/19 unterschrieb Kwarteng seinen ersten Profivertrag mit einer Laufzeit bis zum 30. Juni 2021 und rückte unter Titz fest in den Kader der ersten Mannschaft auf, die in die 2. Bundesliga abgestiegen war. Bis zur Winterpause schaffte er es in keinem Zweitligaspiel in den Spieltagskader, sondern kam 16-mal (ein Tor) in der Regionalliga Nord zum Einsatz. Beim vorletzten Spiel der zweiten Mannschaft vor der Winterpause gegen den VfL Oldenburg fehlte Kwarteng unentschuldigt, sodass er beim darauffolgenden Spiel nicht zum Kader zählte. Vor der Wintervorbereitung wurde er von Hannes Wolf, der die Mannschaft Ende Oktober 2018 übernommen hatte, aus dem Profikader aussortiert. In der Rückrunde kam Kwarteng elfmal in der Regionalliga Nord zum Einsatz und erzielte 4 Tore.
Auch in der Saison 2019/20 stand Kwarteng ausschließlich im Kader der zweiten Mannschaft, da der neue Cheftrainer der Profis, Dieter Hecking, keine Verwendung für ihn fand. Der Mittelfeldspieler kam auf neun Regionalligaeinsätze (2 Tore), ehe die Spielzeit ab März 2020 aufgrund der COVID-19-Pandemie nicht mehr fortgeführt werden konnte.
Vor der Saison 2020/21 wollte Kwarteng zum dänischen Erstligisten Randers FC wechseln, wofür er vom HSV eine Freigabe für ein Probetraining erhielt. Der neue Nachwuchsdirektor Horst Hrubesch wollte den 22-Jährigen, der eine Teilnahme am Profitraining forderte, jedoch halten. Kwarteng verblieb schließlich beim HSV und startete die Saison in der zweiten Mannschaft. Nachdem er in 10 Regionalligaspielen 4 Tore erzielt hatte und der Spielbetrieb der Regionalliga Nord aufgrund der Corona-Pandemie ab November 2020 erneut eingestellt worden war, ließ ihn der Cheftrainer Daniel Thioune, der die Profimannschaft zum Saisonbeginn übernommen hatte, ab der November-Länderspielpause am Training der Zweitligamannschaft teilnehmen. Bei den folgenden Ligaspielen schaffte es Kwarteng jedoch nicht in den 20-köpfigen Spieltagskader. Nach den kurzfristigen Verletzungen von Klaus Gjasula, Jan Gyamerah, Amadou Onana und Lukas Hinterseer wurde der 22-Jährige gegen den SSV Jahn Regensburg am 3. Januar 2021 erstmals für ein Pflichtspiel der Profimannschaft nominiert, aber nicht eingewechselt. Unter Thioune stand Kwarteng noch bei vier weiteren Spielen im Spieltagskader, ohne eingewechselt zu werden. Für die letzten drei Spiele übernahm Nachwuchsdirektor Hrubesch die Mannschaft, der Kwarteng jeweils in der Schlussphase einwechselte und somit zu seinem Debüt in der 2. Bundesliga verhalf. Anschließend verließ er den Verein mit seinem Vertragsende.

### 1. FC Magdeburg
In der Sommervorbereitung 2021 absolvierte Kwarteng ein Probetraining bei den Go Ahead Eagles Deventer. Eine Verpflichtung durch den niederländischen Erstligisten kam jedoch nicht zustande. Anfang Januar 2022 nahm Kwarteng am Trainingslager des Drittligisten 1. FC Magdeburg teil und traf auf Christian Titz, unter dem er beim HSV in der zweiten Mannschaft gespielt und seinen ersten Profivertrag erhalten hatte. Da er währenddessen krank wurde, musste er vorzeitig abreisen. Er erhielt jedoch noch Mitte Januar 2022 eine zweite Chance zu einem Probetraining und wurde anschließend verpflichtet. Bis zum Ende der Saison 2021/22 kam er 11-mal zum Einsatz, stand jedoch nur am letzten Spieltag in der Startelf und erzielte 2 Tore. Mit der Mannschaft stieg Kwarteng als Drittligameister in die 2. Bundesliga auf; zudem gewann man den Sachsen-Anhalt-Pokal, wozu er 2 Einsätze und ein Tor beisteuerte.
Zur Saison 2022/23 verlängerte Kwarteng seinen Vertrag, dessen Laufzeit unbekannt ist.

### VfL Bochum
Zur Saison 2023/24 wurde er vom Bundesligisten VfL Bochum verpflichtet und mit einem bis zum 30. Juni 2027 datierten Vertrag ausgestattet.

### Fortuna Düsseldorf
Im Januar 2025 wechselte er für den Rest der laufenden Saison auf Leihbasis mit Kaufoption zu Fortuna Düsseldorf. Die Kaufoption wurde nicht gezogen.

## Erfolge
- Meister der 3. Liga und Aufstieg in die 2. Bundesliga: 2022
- Sachsen-Anhalt-Pokal-Sieger: 2022
- Meister der A-Junioren-Bundesliga Süd/Südwest: 2016
- Meister der B-Junioren-Bundesliga Nord/Nordost: 2015

## Sonstiges
Kwarteng machte 2015 in Leipzig den Realschulabschluss.